# Coleophora sternipennella
Coleophora sternipennella là một loài bướm đêm thuộc họ Coleophoridae. Nó được tìm thấy ở khắp châu Âu, except Hy Lạp and the Mediterranean Islands.
Sải cánh dài khoảng 13 mm. Adult are on wing từ tháng 7 đến tháng 8 in miền tây Europe.
Ấu trùng ăn Atriplex and Chenopodium species.